# Liste der Monuments historiques in Versigny (Oise)
Die Liste der Monuments historiques in Versigny (Oise) führt die Monuments historiques in der französischen Gemeinde Versigny auf.

## Liste der Bauwerke
| Bezeichnung      | Beschreibung              | Standort                               | Kennzeichnung | Schutzstatus | Datum | Bild           |
| ---------------- | ------------------------- | -------------------------------------- | ------------- | ------------ | ----- | -------------- |
| Schloss          | Erbaut im 15. Jahrhundert | (Lage)                                 | PA00114950    | Inscrit      | 1930  | weitere Bilder |
| Calvaire         |                           | auf dem Friedhof von Droizelles (Lage) | PA00114949    | Classé       | 1931  | weitere Bilder |
| Kirche St-Martin | Erbaut im 16. Jahrhundert | (Lage)                                 | PA00114951    | Classé       | 1907  | weitere Bilder |

## Liste der Objekte

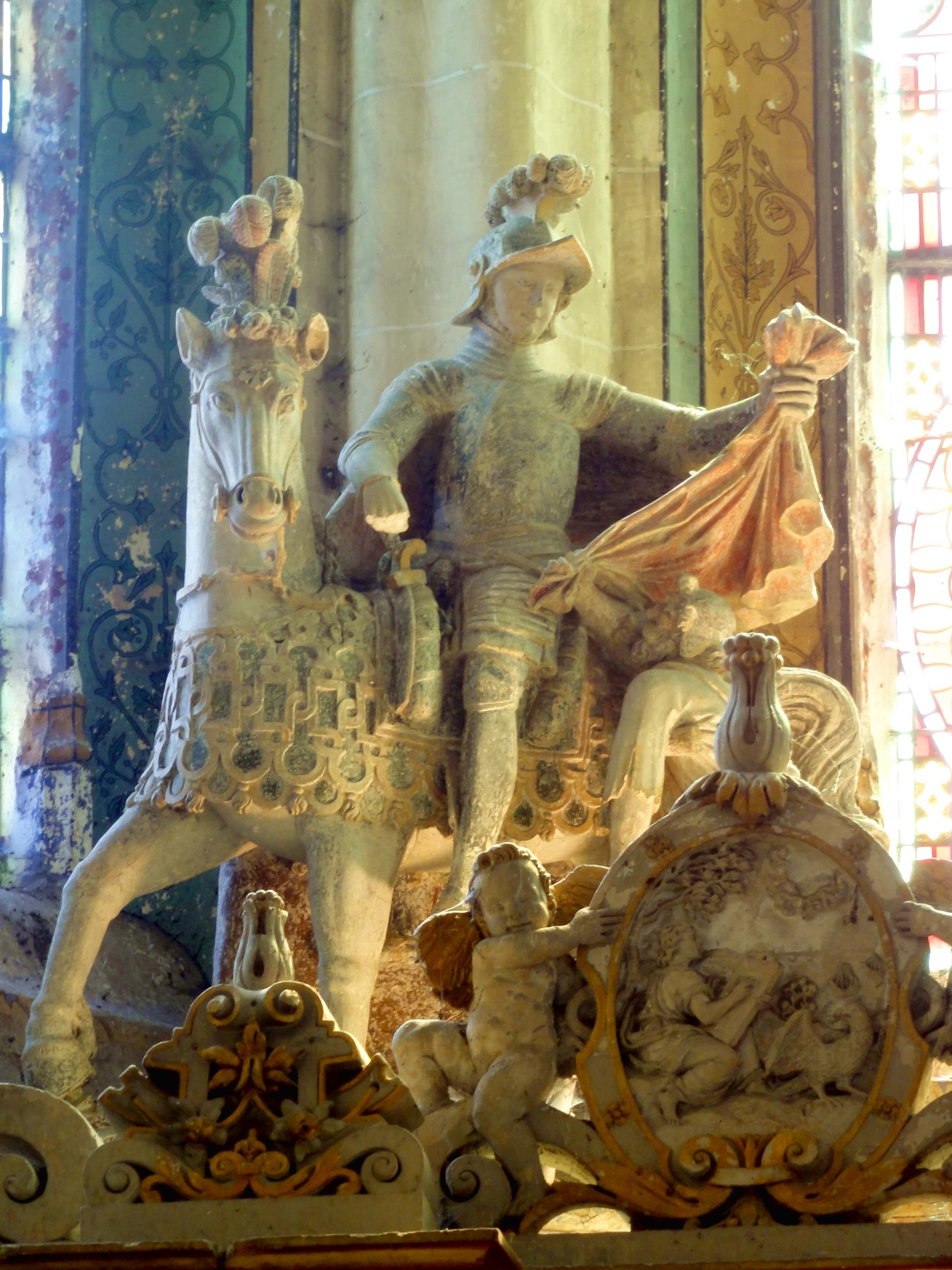
Skulptur Der heilige Martin teilt seinen Mantel mit einem Bettler (Ende des 16. Jahrhunderts)

- Monuments historiques (Objekte) in Versigny (Oise) in der Base Palissy des französischen Kultusministeriums